# لک آلبانی
لِک آلبانی (به انگلیسی: Albanian lek) (به زبان بومی: Leku Shqiptar) با کد ایزوی ALL، یکای پول رایج و ارز رسمی در کشور آلبانی است. مسئولیت کنترل این یکای پول برعهدهٔ بانک آلبانی قرار دارد. یک لک به ۱۰۰ کیندارکا qindarka (جمع: qindarkë) تقسیم می‌شود، هر چند کیندارکا دیگر صادر نمی‌شود.

## اسکناس‌های در چرخه
| روی اسکناس | پشت اسکناس | ارزش     | در گردش از         | از گردش خارج در |
| ---------- | ---------- | -------- | ------------------ | --------------- |
|            |            | ۱۰۰ لکه  | ۱۹۹۷               | ۲۰۰۹            |
|            |            | ۲۰۰ لکه  | ۱۹۹۷               | در گردش         |
|            |            | ۵۰۰ لکه  | ۱۹۹۷               | در گردش         |
|            |            | ۱۰۰۰ لکه | ۱۹۹۹ / ۲۰۰۱ / ۲۰۱۱ | در گردش         |
|            |            | ۲۰۰۰ لکه | ۲۰۰۸               | در گردش         |
|            |            | ۵۰۰۰ لکه | ۱۹۹۹               | در گردش         |